# Austin Ant
Austin Ant (назва при розробці — ADO19) — малий повноприводний автомобіль розроблений сером Алеком Ісігонісом для компанії Austin. Незважаючи на те, що Ant (англ. «мураха») позиціонувався як військовий транспортний засіб, деякі джерела не виключали його широке цивільне застосування. Стосовно військового використання, автомобіль був потенційною заміною ранішої розробки Ісігоніса — Mini Moke.
Виробництво Ant припинилось у 1968 р. не дійшовши до повних масштабів. У цей період BMC стала частиною конгломерату British Leyland. Об'єднання спричинило згортання деяких модельних рядів — Ant був близьким конкурентом модельному ряду Land Rover.
«Мураха» комплектувалась двигуном А-серії, що розташовувався поперечно та з незначним зміщенням до салону для більшого кліренсу та ходу підвіски. Коробка передач виконувалась разом з картером двигуна (аналогічно Mini). Роздавальна коробка (з демультиплікатором) передавала потужність від коробки передач до заднього моста через привідний вал. Аналогічне компонування використали через 30 років (разом з двигунами К-серії) на Land Rover Freelander.